# ハウンド
ハウンド（英語: hound）はイヌの分類群の一つ。主に獣猟犬として用いられ、獲物を追跡する際や追い詰める際に用いられる。鳥を狩猟する際に用いる猟犬と比較して、獲物の発見や回収に優れている。ハウンドには大きく分けて、視覚ハウンド（サイトハウンド、Sighthound）と嗅覚ハウンド（セントハウンド、Scenthound）の2種類がある。
口語の英語としては、「嫌な奴」、「卑劣漢」といった意味も持ち合わせている。同語源の独Hund・蘭hondは、「犬」全般を意味する（英dogに相当）。
古来、日本においても「猟犬」のことを「島嗅犬」と呼んでいる。『続日本後紀』巻第3、承和元年（834年）正月条、「嗅島犬（原文ママ）」。

## 視覚ハウンド
視力に優れ、視力により獲物を追跡する。すばやく動くために、小さな耳と長い足を持っていることが多い。
- アイリッシュ・ウルフハウンド
- アザワク
- アフガン・ハウンド
- ウィペット
- グレイハウンド
- サルーキ
- スコティッシュ・ディアハウンド
- スルーギ
- ボルゾイ

## 嗅覚ハウンド
嗅覚に優れ、嗅覚により獲物を追跡する。長く垂れている耳を持っていることが多い。
- ダックスフント
- ツリーイング・ドッグ
- ハーリア
- バセット・ハウンド
- ビーグル
- フォックスハウンド
- ブラッドハウンド
- ポルスレーヌ